# 13 januari
13 januari is de 13de dag van het jaar in de gregoriaanse kalender. Hierna volgen nog 352 dagen (353 dagen in een schrikkeljaar) tot het einde van het jaar.

## Gebeurtenissen
- Algemeen
  - 532 - Nika-oproer in Constantinopel: Tijdens het wagenrennen komen de "Blauwen" en "Groenen" in het Hippodroom in opstand tegen het bewind van de Byzantijnse keizer Justinianus I.
  - 1552 - De Sint-Pontiaansvloed treft de westelijke kust van Nederland.
  - 1898 - De beroemde open brief J'accuse van Émile Zola tegen de president van de Franse republiek verschijnt in het dagblad L'Aurore.
  - 1916 - Door een zware storm breekt de Zuiderzeedijk op drie plaatsen door.
  - 1953 - Bij een mijnramp in Escouffiaux nabij Wasmes vallen zeventien doden.
  - 1957 - Het speelgoedbedrijf Wham-O produceert de eerste frisbee.
  - 1982 - Een Boeing 737 van Air Florida stort neer op een verkeersbrug over de rivier de Potomac in de Amerikaanse hoofdstad Washington: 78 doden.[1] (Lees verder)
  - 1983 - President Efraín Ríos Montt van Guatemala zegt dat zijn land het grootste deel van de aanspraken op het naburige Belize laat vallen; alleen het zuidelijke district Toledo eist het nog op.
  - 2001 - Een aardbeving treft El Salvador en kost ruim vierhonderd mensen het leven.
  - 2012 - Het cruiseschip Costa Concordia loopt bij het eiland Isola del Giglio aan de grond.
- Criminaliteit en veiligheid
  - 2004 - Op het Terra College in Den Haag schiet de 17-jarige leerling Murat Demir conrector Hans van Wieren dood.
  - 2019 - Paweł Adamowicz (53) de burgemeester van het Poolse Gdańsk wordt op een benefietbijeenkomst op een podium neergestoken. Hij overlijdt een dag later aan zijn verwondingen.
- Infrastructuur
  - 1973 - Laatste autoloze zondag in België.
- Kunst en cultuur
  - 1775 - Eerste opvoering van de opera La finta giardiniera van Wolfgang Amadeus Mozart in München.
  - 1782 - Eerste opvoering van Die Räuber van Friedrich Schiller in Mannheim.
  - 1911 - Een man hakt met een schoenmakersmes in op het schilderij De Nachtwacht.
  - 1945 - Première van de Symfonie nr. 5 van Sergej Prokofjev in Moskou.
- Media
  - 1930 - De Mickey Mousestrip wordt voor het eerst uitgebracht.
  - 1958 - De Smurfenstrip wordt voor het eerst uitgebracht.
  - 1997 - Bij de ontploffing van een bombrief raken twee veiligheidsfunctionarissen van het Arabische dagblad Al-Hayat in Londen gewond.
  - 2023 - De Nederlandse top 40 wordt voor de 3000e keer op de radio uitgezonden.[2]
- Muziek
  - 1968 - Johnny Cash neemt de eerste van zijn live "gevangenis-LP's" op, At Folsom Prison in Folsom State Prison.[3]
- Oorlog
  - 1997 - Soedanese rebellen veroveren opnieuw drie belangrijke garnizoensplaatsen: Al-Kali, Daimonsour en Shali al-Fil, alle in de oostelijke Blauwe Nijl-regio.
- Politiek
  - 1794 - De Verenigde Staten autoriseert een nieuwe officiële vlag. De vlag heeft 15 sterren en 15 strepen, 2 sterren en 2 strepen meer dan de vorige officiële vlag.[4]
  - 1972 - In Ghana plegen militairen onder leiding van luitenant-kolonel Ignatius Kutu Acheampong een staatsgreep, terwijl regeringsleider Kofi Busia in Londen verblijft.
  - 1993 - De regering van Guatemala en de Guatemalteekse vluchtelingen die vanuit Mexico massaal naar hun vaderland willen terugkeren, sluiten op het laatste ogenblik een akkoord, waardoor de operatie binnen twee weken voltooid moet zijn.
  - 1993 - Het dodental als gevolg van botsingen tussen hindoes en moslims in de Indiase stad Bombay loopt op tot bijna vijfhonderd. De meeste slachtoffers zijn moslims.
  - 1994 - President Carlos Menem brengt veiligheids- en ordediensten in staat van paraatheid om opstanden in afgelegen provincies in Argentinië te voorkomen.
  - 1994 - De regering van Georgië en de separatisten in Abchazië stemmen na drie dagen van besprekingen in met de uitbreiding van het mandaat van de UNOMIG VN-missie en de plaatsing van een deels Russische (VN-)vredesmacht.
  - 1997 - De regerende ex-communisten in Bulgarije gaan onder druk van demonstraties en de dreiging van een landelijke staking akkoord met vervroegde verkiezingen.
  - 2004 - De Rotterdamse wethouder Rabella de Faria (veiligheid en volksgezondheid) treedt af na een vertrouwensbreuk in de fractie van haar partij Leefbaar Rotterdam over haar functioneren.
  - 2010 - President Hugo Chávez van Venezuela maakt de rantsoenering van stroom in hoofdstad Caracas binnen een paar uur ongedaan.
  - 2016 - Khadija Arib (PvdA) wordt gekozen tot nieuwe Voorzitter van de Tweede Kamer.
  - 2024 - In Taiwan worden parlementsverkiezingen en presidentsverkiezingen gehouden.[5]
- Religie
  - 1964 - Benoeming van Karol Wojtyła tot aartsbisschop van Krakau in Polen.
- Sport
  - 1892 - Jaap Eden wordt de eerste Nederlandse wereldkampioen in de schaatsgeschiedenis.
  - 1907 - Oprichting van de Zweedse voetbalclub Degerfors IF.
  - 1991 - Jörg Hoffmann scherpt in Perth het wereldrecord op de 1500 meter vrije slag aan tot 14.50,36. Het oude record (14.54,76) stond sinds 1983 op naam van de Russische zwemmer Vladimir Salnikov.
  - 1995 - Het Deens voetbalelftal wint de tweede editie van de Confederations Cup door in de finale Argentinië met 2-0 te verslaan.
  - 1997 - Monique Knol kondigt op 32-jarige leeftijd het einde aan van haar wielercarrière.
  - 2010 - Voetballer Milan Jovanović van Standard Luik neemt in het Casino-Kursaal in Oostende de Belgische Gouden Schoen 2009 in ontvangst.
  - 2011 - Het Internationaal Olympisch Comité schorst het Ghanees nationaal olympisch comité vanwege politieke bemoeienis. Eerder werd Koeweit om dezelfde reden geschorst.
  - 2016 - Uit handen van premier Charles Michel en bondscoach Marc Wilmots neemt voetballer Sven Kums van AA Gent in de AED Studios in Lint de Belgische Gouden Schoen 2015 in ontvangst.
  - 2024 - Het Nederlands waterpoloteam bij de dames wordt Europees Kampioen door in de finale (in het Pieter van den Hoogenband Zwemstadion te Eindhoven) aartsrivaal Spanje te verslaan in de slotseconden van de wedstrijd, uitblinker is keepster Laura Aarts.
  - 2024 - Harrie Lavreysen wordt Europees Kampioen bij de sprint bij het baanwielrennen in het Omnisport Apeldoorn.
- Wetenschap en technologie
  - 1610 - Zes dagen na het zien van de manen Io, Europa en Callisto van de planeet Jupiter ziet de Italiaanse astronoom Galileo Galilei nu ook een vierde maan: Ganymedes.[6]
  - 1910 - De eerste rechtstreekse radio-uitzending; de uitvinder Lee De Forest zendt een optreden uit van Enrico Caruso vanuit de Metropolitan Opera.
  - 1978 - De Amerikaanse ruimtevaartorganisatie NASA selecteert voor het eerst vrouwelijke aspirant astronauten.[7]
  - 2022 - De planetoïde (7) Iris is in oppositie met de zon.[8][9]
  - 2023 - De Roc van het Amerikaanse Stratolaunch, met 117 meter spanwijdte op dit moment het grootste vliegtuig ter wereld, maakt een succesvolle testvlucht van zes uur vanaf Mojave Air and Space Port in Californië en verbreekt daarmee het eigen record.[10]
  - 2023 - Lancering met een Lange Mars 2D raket van China Aerospace Science Corporation (CASC) vanaf lanceerbasis Jiuquan SLS-2 van de Yaogan 37 & Shiyan 22A/B missie met de Chinese militaire spionagesatelliet Yaogan 37 en met Shiyan 22A en 22B, twee kleine aardobservatiesatellieten.[11]
  - 2023 - Inauguratie van het eerste lanceercomplex voor orbitale lanceringen op het Europese vasteland gelegen bij het bestaande Esrange lanceercomplex in de buurt van Kiruna (Zweden) door koning Carl XVI Gustaf van Zweden, president van de Europese Commissie Ursula von der Leyen en de Zweedse premier Ulf Kristersson.[12]
  - 2024 - Het Amerikaanse bedrijf Astrobotic maakt bekend dat de Peregrine maanlander die op 8 januari 2024 is gelanceerd en die te maken heeft met technische problemen een koers volgt die het toestel terug zal brengen naar de Aarde. Waarschijnlijk zal het gaan verbranden in de aardatmosfeer.[13]

## Geboren

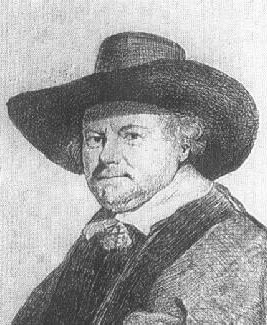
Jan van Goyen,
geboren in 1596

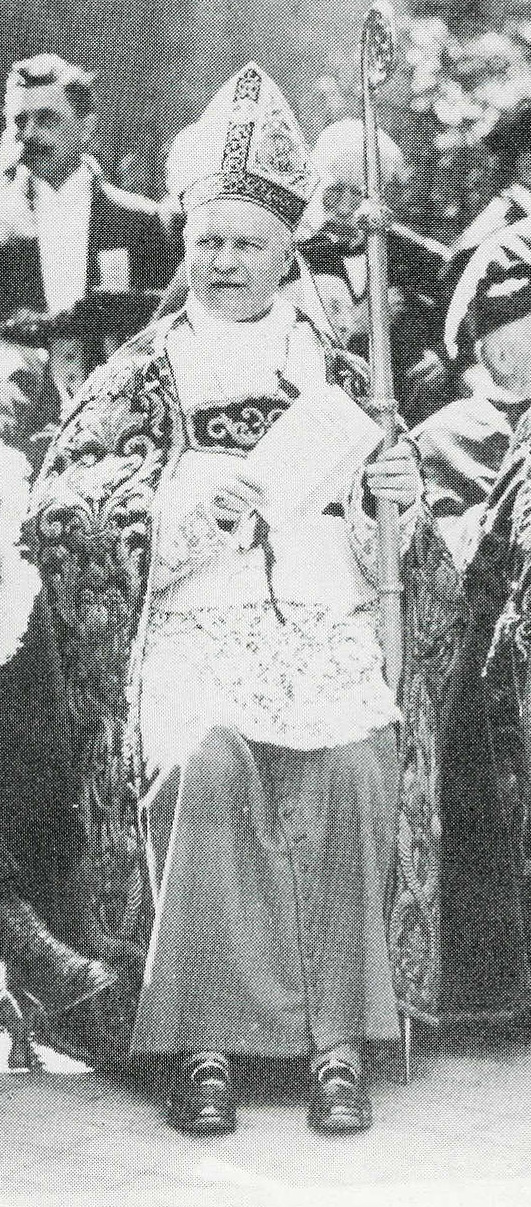
Jozef van Roey,
geboren in 1874

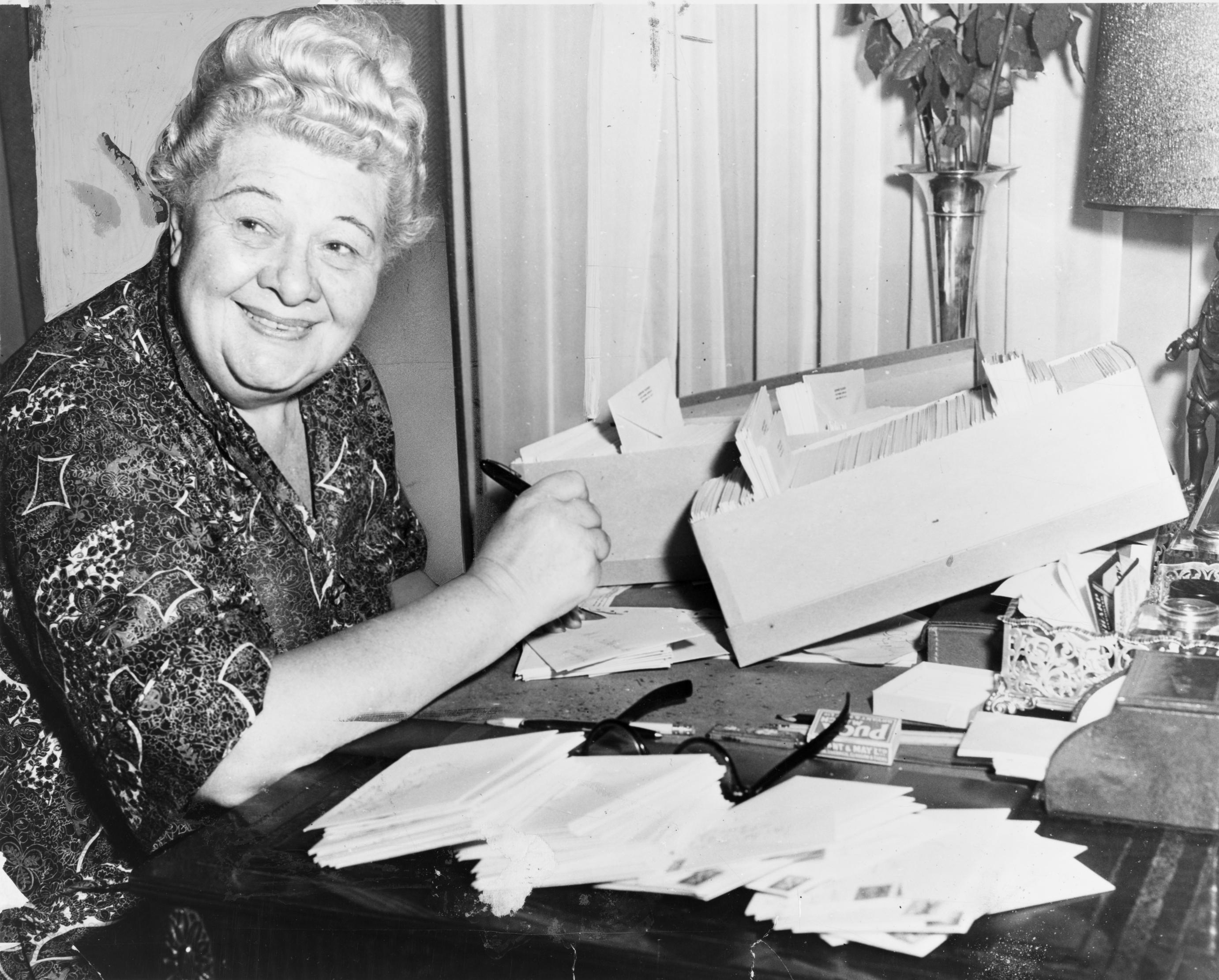
Sophie Tucker,
geboren in 1887

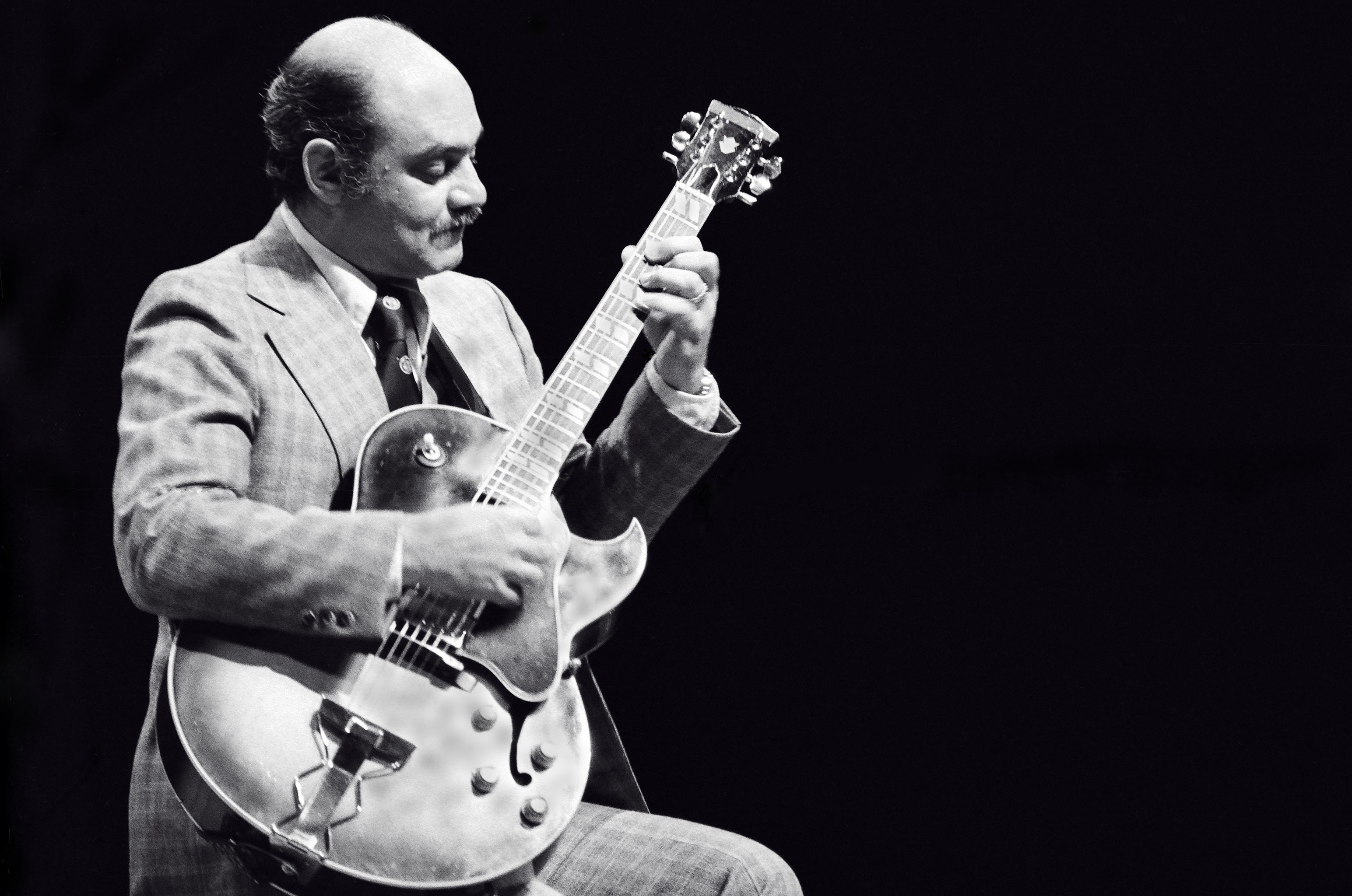
Joe Pass,
geboren in 1929

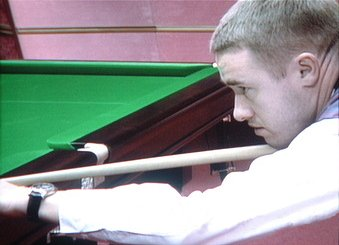
Stephen Hendry,
geboren in 1969

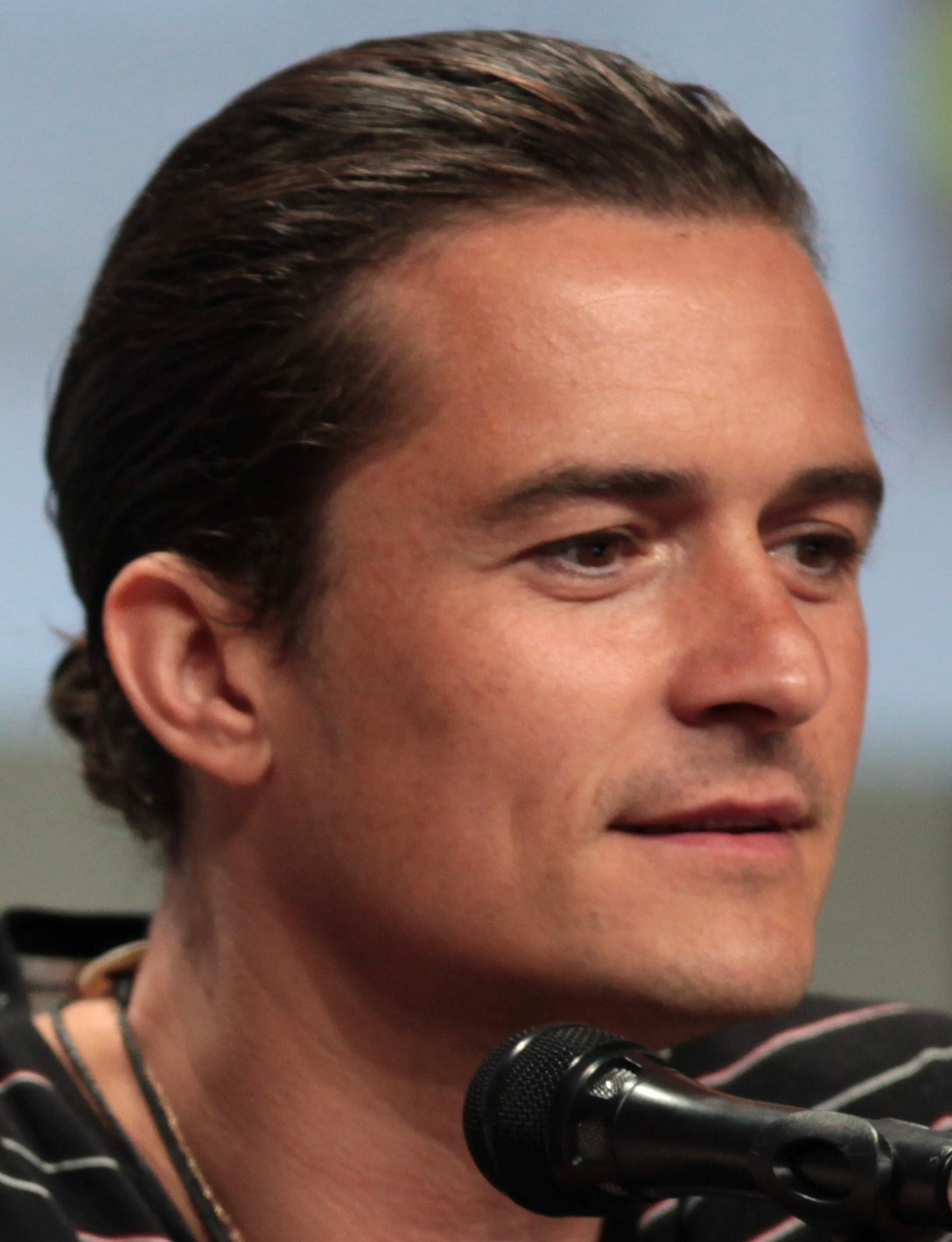
Orlando Bloom,
geboren in 1977

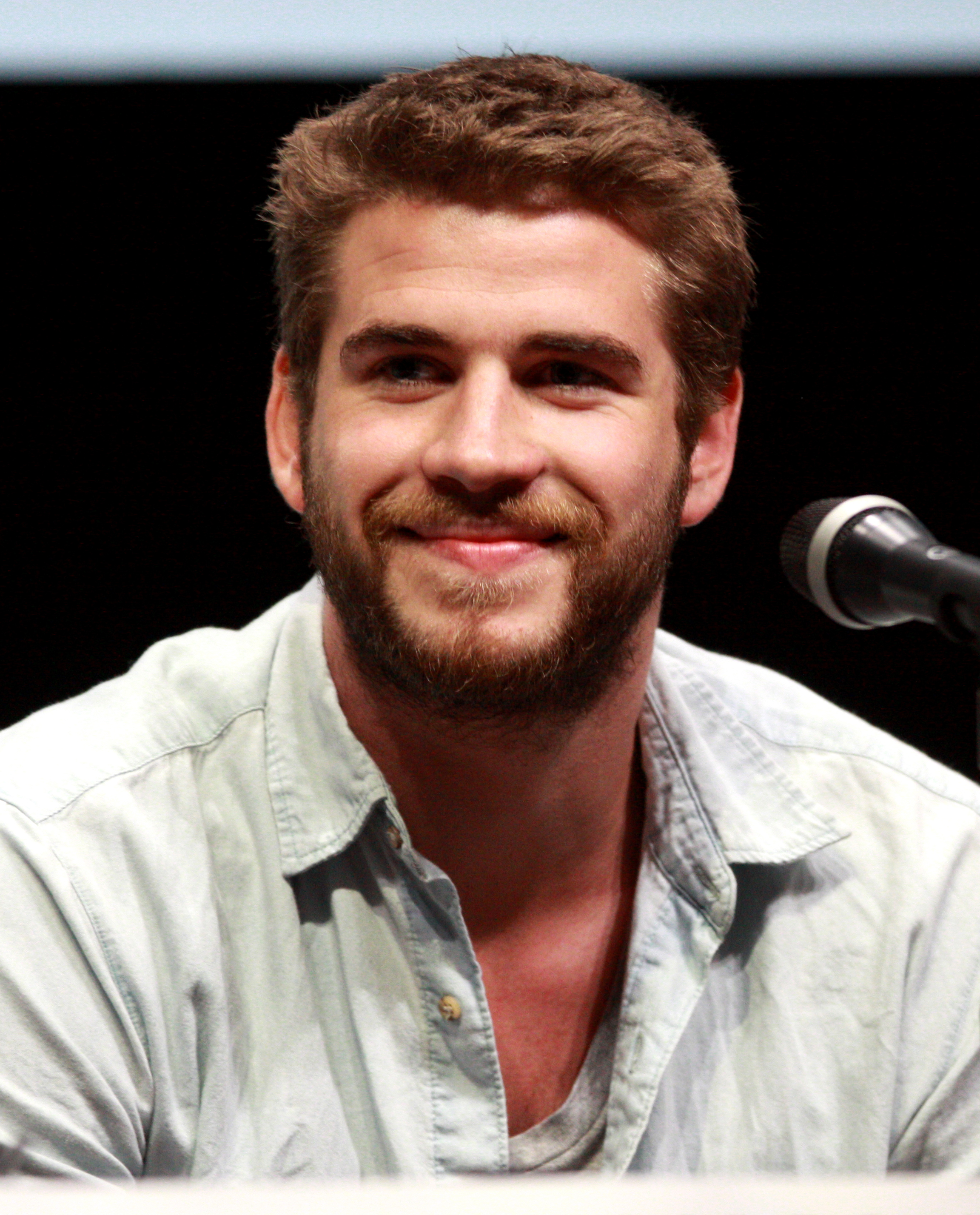
Liam Hemsworth,
geboren in 1990

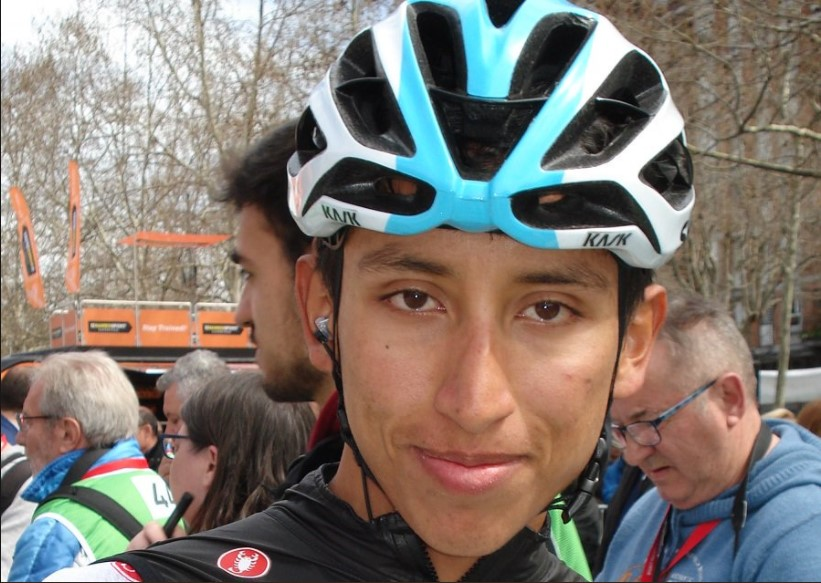
Egan Bernal,
geboren in 1997

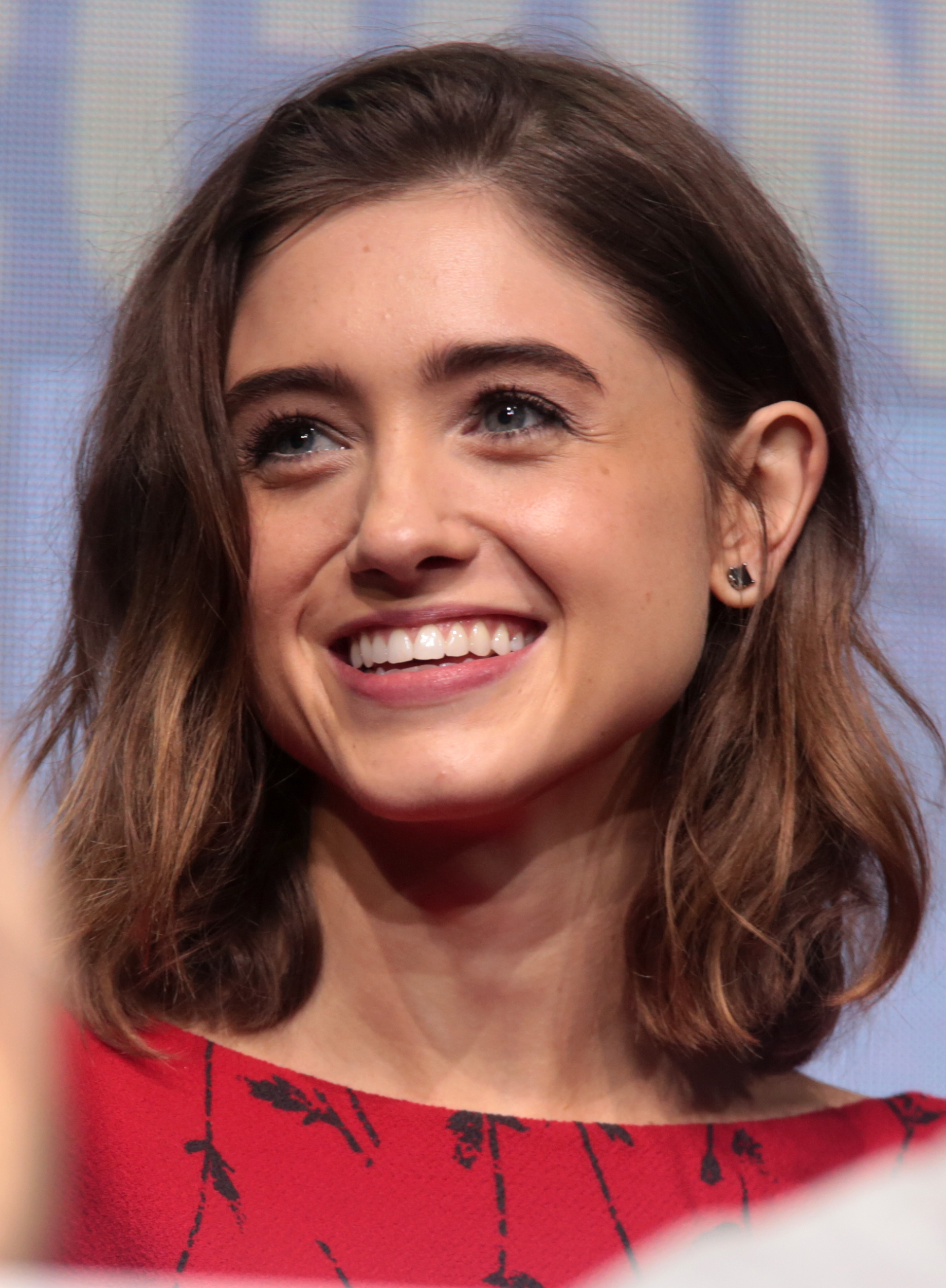
Natalia Dyer,
geboren in 1995

- 1596 - Jan van Goyen, Nederlands schilder (overleden 1656)
- 1628 - Frans Burman, Nederlands predikant en hoogleraar (overleden 1679)
- 1808 - Salmon Chase, Amerikaans jurist en politicus (overleden 1873)
- 1853 - Melati van Java, Nederlands-Indisch schrijfster (overleden 1927)
- 1874 - Jozef Van Roey, Belgisch kardinaal-aartsbisschop van Mechelen (overleden 1961)
- 1880 - Herbert Brenon, Iers filmregisseur (overleden 1958)
- 1882 - Alois Hitler jr., halfbroer van Adolf Hitler (overleden 1956)
- 1884 - Joseph Rock, Amerikaans-Oostenrijks antropoloog, botanicus, filmer, fotograaf, linguïst, ontdekkingsreiziger en auteur (overleden 1962)
- 1887 - Sophie Tucker, Amerikaans entertainer (overleden 1966)
- 1889 - Frans Wiemans, Nederlands bouwkundig ingenieur, architect en componist (overleden 1935)
- 1896 - Jakov Melnikov, Russisch schaatser (overleden 1960)
- 1897 - Vera van Haeften, Nederlands actrice (overleden 1980)
- 1905 - Kay Francis, Amerikaans actrice (overleden 1968)
- 1905 - Jack London, Brits atleet (overleden 1966)
- 1906 - Zhou Youguang, Chinees econoom en taalkundige (overleden 2017)
- 1909 - Helm Glöckler, Duits autocoureur (overleden 1993)
- 1911 - Guido del Mestri, Italiaans kardinaal en Vaticaans diplomaat (overleden 1993)
- 1912 - Frits Tjong Ayong, Surinaams chirurg en uroloog (overleden 1993)
- 1916 - Liselotte Landbeck, Oostenrijks-Belgisch kunst- en langebaanschaatsster (overleden 2013)
- 1918 - Peter Piekos, Nederlands variétéartiest (overleden 2000)
- 1919 - Jef Bruyninckx, Belgisch acteur en regisseur (overleden 1995)
- 1919 - Robert Stack, Amerikaans acteur (overleden 2003)
- 1919 - Harry Stockman, Amerikaans autocoureur (overleden 1994)
- 1923 - Wim Slijkhuis, Nederlands atleet (overleden 2003)
- 1924 - Roland Petit, Frans choreograaf (overleden 2011)
- 1924 - Lillian Rubin, Amerikaans sociologe en schrijfster (overleden 2014)
- 1925 - Oscar Soetewey, Belgisch atleet (overleden 1988)
- 1926 - Michael Bond, Brits schrijver (Beertje Paddington) (overleden 2017)
- 1926 - Ahmed Ben Salah, Tunesisch politicus (overleden 2020)
- 1927 - Sydney Brenner, Zuid-Afrikaans bioloog en Nobelprijswinnaar (overleden 2019)
- 1927 - Tauno Söder, Fins acteur (overleden 2009)
- 1929 - Joe Pass, Amerikaans jazzgitarist (overleden 1994)
- 1930 - Frances Sternhagen, Amerikaans actrice (overleden 2023)
- 1931 - Raymond Vandenborre, Belgisch atleet (overleden 2008)
- 1934 - Pam Cornelissen, Nederlands politicus ( overleden 2020)
- 1934 - Sunao Wada, Japans gitarist (overleden 2021)
- 1936 - Brian Barry, Brits politiek filosoof (overleden 2009)
- 1937 - Jan Caudron, Belgisch politicus (overleden 2023)
- 1937 - Archibald MacKinnon, Canadees roeier
- 1937 - Hajé Schartman, Nederlands winkelier en politicus (overleden 2008)
- 1938 - Daevid Allen, Australisch musicus (overleden 2015)
- 1938 - Cabu, Frans striptekenaar en cartoonist (overleden 2015)
- 1938 - Chris de Korte, Nederlands judotrainer (overleden 2024)
- 1938 - Nachi Nozawa, Japans acteur (overleden 2010)
- 1939 - Huub Zilverberg, Nederlands wielrenner
- 1940 - Tadaoki Ishihara, Japans componist en muziekpedagoog
- 1940 - Edmund White, Amerikaanse schrijver (overleden 2025)
- 1941 - Blanka Heirman, Belgisch actrice
- 1941 - Walid Muallem, Syrisch diplomaat en politicus (overleden 2020)
- 1942 - Jean Trappeniers, Belgisch voetbaldoelman (overleden 2016)
- 1943 - Boris Gardiner, Jamaicaans zanger en bassist
- 1943 - Roald Jensen, Noors voetballer (overleden 1987)
- 1943 - Richard Moll, Amerikaans acteur (overleden 2023)
- 1944 - Chris von Saltza, Amerikaans zwemster
- 1946 - Michel Bellen, Belgisch seriemoordenaar en crimineel (overleden 2020)
- 1947 - Carles Rexach, Spaans voetballer en voetbaltrainer
- 1951 - Antoni Szymanowski, Pools voetballer en voetbaltrainer
- 1952 - Pekka Pohjola, Fins muzikant (overleden 2008)
- 1953 - Luann Ryon, Amerikaans boogschutter (overleden 2023)
- 1954 - Dereje Nedi, Ethiopisch atleet
- 1954 - Trevor Rabin, Zuid-Afrikaans-Amerikaans musicus
- 1955 - Eduardo Bonvallet, Chileens voetballer en voetbalcoach (overleden 2015)
- 1955 - Paul Kelly, Australisch singer-songwriter
- 1955 - Ludo Loos, Belgisch wielrenner (overleden 2019)
- 1956 - Ruth Genner, Zwitsers politica
- 1956 - Jan Schulting, Nederlands voetballer en voetbaltrainer
- 1957 - Norbert Beuls, Belgisch voetballer (overleden 2014)
- 1957 - Ned Eisenberg, Amerikaans acteur (overleden 2022)
- 1957 - Mark O'Meara, Amerikaans golfspeler
- 1958 - Francisco Buyo, Spaans voetballer
- 1958 - Ton du Chatinier, Nederlands voetballer en voetbaltrainer
- 1961 - Julia Louis-Dreyfus, Amerikaans actrice
- 1961 - Graham McPherson, Brits zanger
- 1961 - Sixto Vizuete, Ecuadoraans voetballer en voetbalcoach
- 1962 - Karsten Schmeling, Oost-Duits roeier
- 1964 - Jan de Bas, Nederlands historicus en dichter
- 1964 - Penelope Ann Miller, Amerikaans actrice
- 1964 - Claus Nielsen, Deens voetballer
- 1965 - Rod Rosenstein, Amerikaans jurist en politicus
- 1966 - Patrick Dempsey, Amerikaans acteur
- 1966 - Leo Visser, Nederlands schaatser
- 1968 - Jan van der Marel, Nederlands triatleet
- 1968 - Gianni Morbidelli, Italiaans autocoureur
- 1969 - Stefania Belmondo, Italiaans langlaufster
- 1969 - Stephen Hendry, Schots snookerspeler
- 1969 - Dirk-Peter Kölsch, Duits jazzdrummer
- 1970 - Dan Eggen, Noors voetballer
- 1970 - Frank Kooiman, Nederlands voetbaldoelman
- 1970 - Marco Pantani, Italiaans wielrenner (overleden 2004)
- 1970 - Shonda Rhimes, Amerikaans filmproducente en schrijfster
- 1970 - Daphne Touw, Nederlands hockeyster
- 1972 - Mark Bosnich, Australisch voetbaldoelman
- 1972 - Nicole Eggert, Amerikaans actrice
- 1972 - Stine Jensen, Nederlands filosofe en publiciste
- 1972 - Julio Rey, Spaans atleet
- 1972 - Aleksej Vasiljev, Russisch autocoureur
- 1973 - Juan Diego Flórez, Peruaans opera-tenor
- 1974 - Leonardo Fernández, Boliviaans voetballer
- 1975 - Dan Robinson, Brits atleet
- 1976 - Jefferson Gottardi, Boliviaans voetballer (overleden 2003)
- 1976 - Alan Haydock, Belgisch voetballer
- 1976 - Mario Yepes, Colombiaans voetballer
- 1977 - Orlando Bloom, Brits acteur
- 1978 - Chris De Witte, Belgisch voetballer
- 1978 - Massimo Mutarelli, Italiaans voetballer
- 1978 - Martin Truijens, Nederlands zwemtrainer
- 1980 - Wytske Kenemans, Nederlands televisiepresentatrice
- 1980 - Wolfgang Loitzl, Oostenrijks schansspringer
- 1980 - María de Villota, Spaans autocoureur (overleden 2013)
- 1981 - Klaas Dijkhoff, Nederlands politicus
- 1981 - Shad Gaspard, Amerikaans professioneel worstelaar (overleden 2020)
- 1981 - Frédéric Sinistra, Belgisch kickbokser (overleden 2021)
- 1982 - Rogier Blink, Nederlands roeier
- 1982 - Guillermo Coria, Argentijns tennisser
- 1982 - Ruth Wilson, Brits actrice
- 1983 - Zé Castro, Portugees voetballer
- 1983 - Luuk Ikink, Nederlands radio- en televisiepresentator
- 1983 - Paul de Jong, Nederlands paralympisch sporter
- 1983 - Julian Morris, Brits acteur
- 1983 - Alan Webb, Amerikaans atleet
- 1984 - Raif Badawi, Saoedisch blogger
- 1984 - Kepa Blanco González, Spaans voetballer
- 1984 - Mulu Seboka, Ethiopisch atlete
- 1985 - Souleymane Bamba, Ivoriaans voetballer en voetbaltrainer (overleden 2024)
- 1985 - Georgina Pota, Hongaars tafeltennisster
- 1985 - Sun Weiwei, Chinees atlete
- 1986 - Eline Arbo, Noors-Nederlands toneelregisseuse
- 1986 - Charlotte Labee, Nederlands model en presentatrice
- 1986 - Laura Ludwig, Duits beachvolleybalster
- 1986 - Hayley McGregory, Amerikaans zwemster
- 1986 - Joannie Rochette, Canadees kunstschaatsster
- 1986 - Wesley de Ruiter, Nederlands voetballer
- 1987 - Daniel Oss, Italiaans wielrenner
- 1987 - John Owoeri, Nigeriaans voetballer
- 1987 - Radosław Wojtaszek, Pools schaker
- 1988 - Denis Donkervoort, Nederlands autocoureur
- 1988 - Tatev Abrahamyan, Armeens-Amerikaans schaakster
- 1988 - Daniela Dodean, Roemeens tafeltennisster
- 1988 - Jonathan Midol, Frans freestyleskiër
- 1988 - Tomás Rincón, Venezolaans voetballer
- 1988 - Maren Stoffels, Nederlands kinderboekenschrijfster
- 1989 - Walter Grubmüller, Oostenrijks autocoureur
- 1989 - Ronald Hertog, Nederlands paralympisch sporter
- 1989 - Yannick Lebherz, Duits zwemmer
- 1989 - Tim Matavž, Sloveens voetballer
- 1990 - Daniel Andrés Chávez, Boliviaans voetballer
- 1990 - Denia Caballero, Cubaans atlete
- 1990 - Liam Hemsworth, Australisch acteur
- 1991 - Chang Kai-chen, Taiwanees tennisster
- 1992 - Santiago Arias, Colombiaans voetballer
- 1992 - Maaike Bakker, Nederlands actrice
- 1992 - Nassim Ben Khalifa, Zwitsers voetballer
- 1992 - Hyvin Jepkemoi, Keniaans atlete
- 1993 - Tyler Barnhardt, Amerikaans acteur
- 1993 - Mats van Huijgevoort, Nederlands voetballer
- 1994 - Anass Achahbar, Nederlands-Afghaans voetballer
- 1994 - Jay Francis, Nederlands komiek en mediapersoonlijkheid
- 1994 - Tom Lawrence, Welsh voetballer
- 1994 - Jereem Richards, atleet uit Trinidad en Tobago
- 1995 - Qaasim Middleton, Amerikaans acteur, zanger en muzikant
- 1995 - Natalia Dyer, Amerikaans actrice
- 1997 - Egan Bernal, Colombiaans wielrenner
- 1998 - Gabrielle Daleman, Canadees kunstschaatsster
- 1999 - Anna Jøsendal, Noors voetbalster
- 1999 - Emilie Nautnes, Noors voetbalster
- 1999 - Laura Wienroither, Oostenrijks voetbalster
- 2002 - Emilie Joramo, Noors voetbalster
- 2002 - Frederik Vesti, Deens autocoureur
- 2003 - Reece Ushijima, Amerikaans-Japans autocoureur
- 2004 - Max van der Meulen, Nederlands wielrenner
- 2005 - Enock Agyei, Belgisch voetballer
- 2005 - Judith van der Helm, Nederlands handbalster

## Overleden

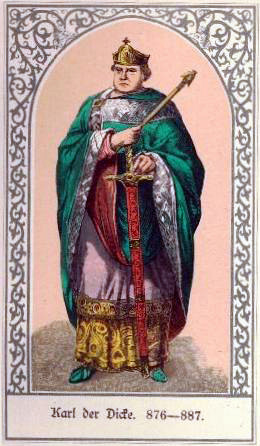
Karel III de Dikke,
overleden in 888

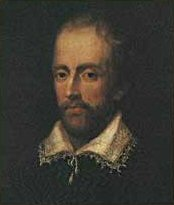
Edmund Spenser,
overleden in 1599

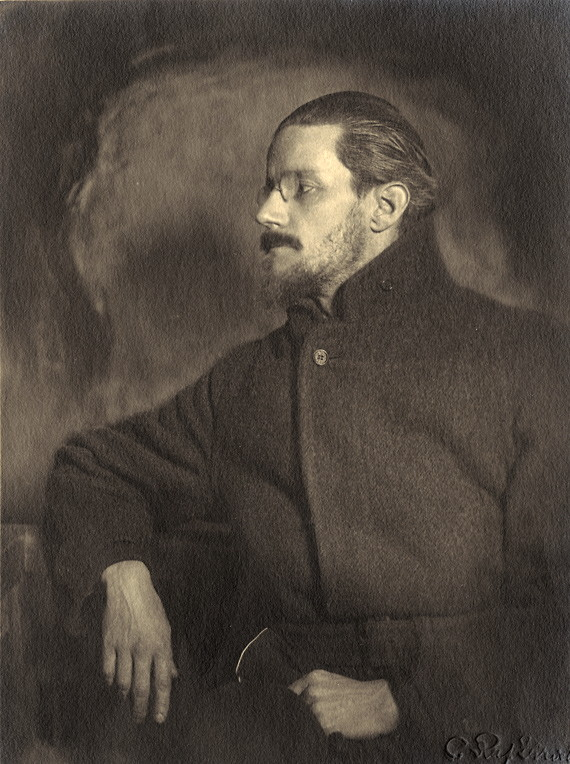
James Joyce,
overleden in 1941

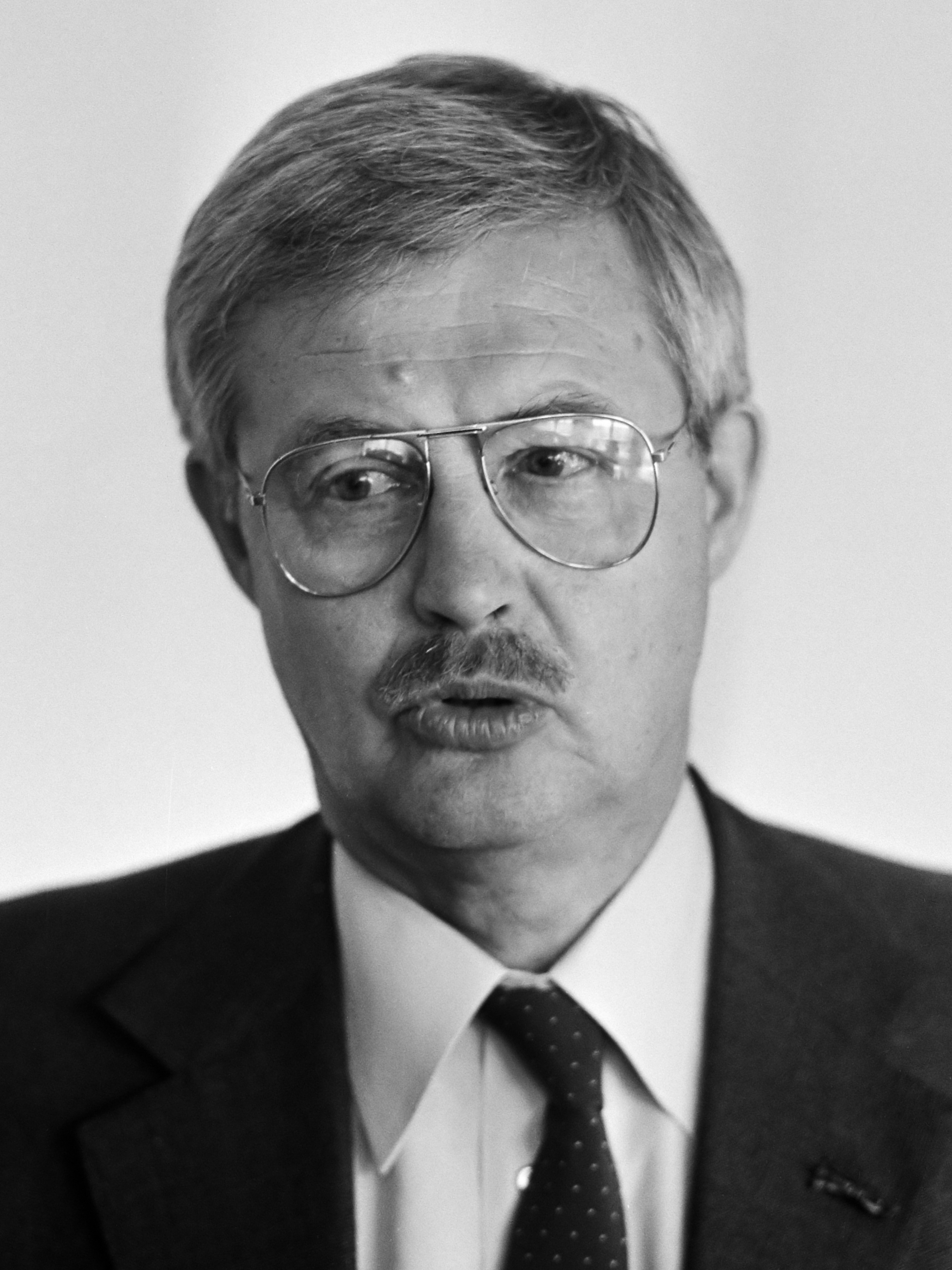
Albert Heijn,
overleden in 2011

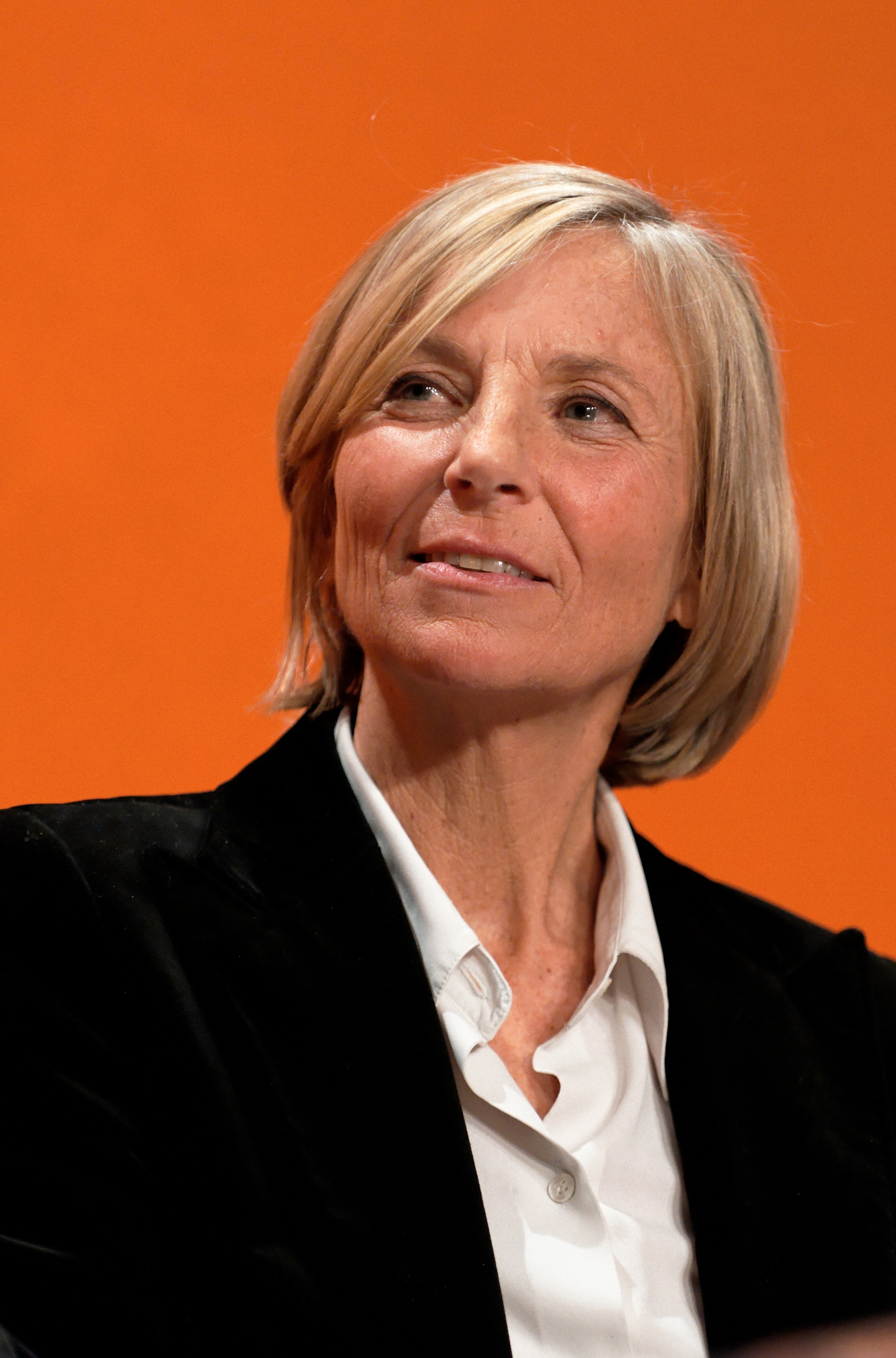
Marielle de Sarnez,
overleden in 2021

- 888 - Karel III de Dikke (48), koning en keizer van de Franken
- 1151 - Suger van Saint-Denis (ca. 70), Frans geestelijke, architect, geschiedkundige en politicus
- 1332 - Agnes van Hessen (?), Duits landgravin
- 1426 - Hendrik van Renesse (?), Nederlands militair
- 1599 - Edmund Spenser, Engels dichter
- 1757 - Samuel Luchtmans (71), Nederlands drukker en boekhandelaar
- 1763 - Mary Toft (59), Britse vrouw die beweerde konijnen te baren
- 1766 - Frederik V van Denemarken (42), koning van Denemarken en Noorwegen
- 1852 - Fabian Gottlieb von Bellingshausen (73), Russisch marineofficier en ontdekkingsreiziger
- 1879 - Prins Hendrik van Oranje-Nassau (58), zoon van koning Willem II
- 1890 - Jacques Davidson (78), Nederlands schaker
- 1909 - Eva Bonnier (51), Zweeds kunstschilderes
- 1929 - Wyatt Earp (81), Amerikaans sheriff
- 1932 - Ernest Mangnall (66), Engels voetbalcoach
- 1941 - James Joyce (58), Iers auteur
- 1951 - Francesco Marchetti Selvaggiani (79), Italiaans curiekardinaal
- 1960 - Sibilla Aleramo (83), Italiaans schrijfster
- 1963 - Rad Kortenhorst (76), Nederlands advocaat en politicus
- 1963 - Johann Wartner (79), Duits politicus
- 1966 - Erkki Gustafsson (53), Fins voetballer
- 1967 - Ove Andersen (67), Fins atleet
- 1969 - Jacques Davidson (78), Nederlands schaker
- 1972 - Jack Ensley (65), Amerikaans autocoureur
- 1973 - Fernando Cento (89), Italiaans nuntius in België en curiekardinaal
- 1974 - Pierre Cox (58), Belgisch kunstschilder
- 1976 - Mona Rüster (74), Duits tafeltennisster
- 1978 - Robert De Man (77), Belgisch politicus
- 1978 - Germain Derycke (48), Belgisch wielrenner
- 1978 - Hubert Humphrey (66), Amerikaans vicepresident
- 1979 - Donny Hathaway (33), Amerikaans muzikant
- 1979 - Gustaaf Wuyts (81), Belgisch atleet
- 1980 - André Kostelanetz (78), Amerikaans dirigent en arrangeur
- 1986 - Abdel Fattah Ismail (±47), Zuid-Jemenitisch politicus
- 1988 - Cesar Bogaert (77), Nederlands wielrenner
- 1992 - Josef Neckermann (79), Duits ruiter
- 1993 - René Pleven (91), Frans politicus
- 1998 - Piet Vroon (58), Nederlands psycholoog en publicist
- 2004 - Harold Shipman (57), Brits seriemoordenaar
- 2005 - Volodymyr Fink (46), Sovjet-Oekraïens voetballer
- 2006 - Mary Kenner (93), Amerikaans uitvinder
- 2007 - Michael Brecker (57), Amerikaans jazzsaxofonist
- 2007 - Danny Oakes (95), Amerikaans autocoureur
- 2008 - Cor Hund (92), Nederlands beeldhouwer, tekenaar en schilder
- 2008 - Ben van Meerendonk (94), Nederlands fotojournalist
- 2008 - Frans Moor (67), Nederlands politicus
- 2008 - Johan Olde Kalter (63), Nederlands journalist
- 2009 - Pedro Aguilar (81), Puerto Ricaans danser
- 2009 - Patrick McGoohan (80), Amerikaans acteur
- 2010 - Bill Moss (76), Brits autocoureur
- 2010 - Teddy Pendergrass (59), Amerikaans zanger en componist
- 2010 - Edgar Vos (78), Nederlands modeontwerper
- 2011 - Albert-Jan Evenhuis (69), Nederlands politicus
- 2011 - Albert Heijn (83), Nederlands ondernemer
- 2012 - Rauf Denktaş (87), Turks-Cypriotisch politicus
- 2012 - Lefter Küçükandonyadis (86), Turks voetballer
- 2012 - Ivo Schöffer (89), Nederlands historicus
- 2013 - Bille Brown (61), Australisch acteur
- 2013 - Andrea Carrea (88), Italiaans wielrenner
- 2014 - Bobby Collins (82), Schots voetballer
- 2014 - Kees IJmkers (89), Nederlands politicus
- 2014 - Johnny White (67), Belgisch zanger
- 2017 - Olly van Abbe (81), Nederlands kunstenares
- 2017 - Gilberto Agustoni (94), Zwitsers kardinaal
- 2017 - Antony Armstrong-Jones (86), lid Britse adel en fotograaf
- 2017 - Hans Berliner (87), Amerikaans informaticus en schaker
- 2017 - John Jacobs (91), Brits golfspeler
- 2017 - Jan Stoeckart (89), Nederlands componist, dirigent, trombonist en radioprogrammamaker
- 2018 - Els Postel-Coster (92), Nederlands antropologe
- 2018 - Haije Sybesma (79), Nederlands burgemeester
- 2018 - Eliyahu Winograd (91), Israëlisch rechter
- 2019 - Klaas Jan Beek (83), Nederlands landbouwkundige
- 2019 - Erik Hartsuiker (78), Nederlands roeier
- 2019 - Elly Purperhart (86), Surinaams actrice en wintipriesteres
- 2020 - Isabel-Clara Simó i Monllor (76), Spaans schrijfster en journaliste
- 2021 - Howard Andrew (86), Amerikaans pokerspeler
- 2021 - Tim Bogert (76), Amerikaans rockzanger en -bassist
- 2021 - Siegfried Fischbacher (81), Duits-Amerikaans goochelaar en entertainer
- 2021 - Bernd Kannenberg (78), Duits atleet
- 2021 - Joël Robert (77), Belgisch motorcrosser
- 2021 - Marielle de Sarnez (69), Frans politica
- 2021 - Eusébio Scheid (88), Braziliaans kardinaal
- 2022 - Fred Bellefroid (76), Belgisch beeldhouwer
- 2022 - Jim Forest (80), Amerikaans schrijver, vredesactivist, oecumenicus en Oosters-orthodox christen
- 2022 - Fred Van Hove (84), Belgisch jazzmuzikant
- 2025 - Bernd Cullmann (85), Duits atleet
- 2025 - Jean Penders (85), Nederlands politicus
- 2025 - Oliviero Toscani (82), Italiaans fotograaf
- 2025 - André Sollie (77), Belgisch auteur en illustrator

## Viering/herdenking
- Rooms-katholieke kalender:

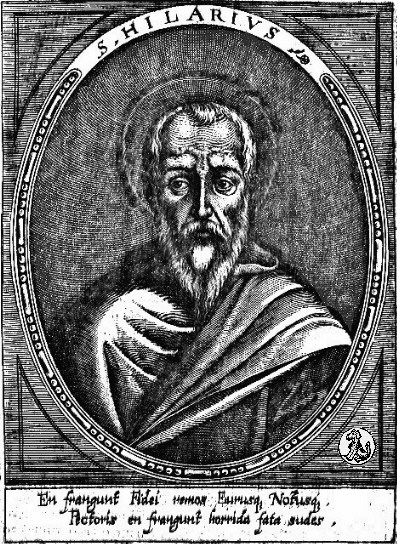
H. Hilarius van Poitiers

  - Heilige Hilarius van Poitiers († 368) - Vrije Gedachtenis
  - Heilige Remigius (van Reims) († 533)
  - Heilige Designatus van Maastricht († ca. 437)
  - Heilige Veronica van Binasco († 1497)
  - Heilige Berno van Cluny († 927)
  - Heilige Agritius van Trier († 335)
  - Zalige Yvetta van Hoei († 1228)
- Sint-Knoetsdag

## Weerextremen

### Nederland
| | Officiële records | Officiële records | Officiële records |      | Landelijke records | Landelijke records | Landelijke records     |
| Gebeurtenis | Jaar              | Extreem           | Locatie           | Jaar | Extreem            | Locatie            |                        |
| --- | ----------------- | ----------------- | ----------------- | ---- | ------------------ | ------------------ | ---------------------- |
| Laagste etmaalgemiddelde temperatuur (°C) | 1968              | −10,3             | De Bilt           |      | 1968               | −13,0              | Eelde                  |
| Hoogste etmaalgemiddelde temperatuur (°C) | 1948              | 11,3              | De Bilt           |      | 2011               | 11,5               | Ell, Westdorpe         |
| Laagste minimumtemperatuur (°C) | 1968              | −16,8             | De Bilt           |      | 1985               | −13,9              | Twenthe                |
| Hoogste minimumtemperatuur (°C) | 1948              | 10,5              | De Bilt           |      | 1948 2011          | 10,5               | De Bilt Ell, Westdorpe |
| Laagste maximumtemperatuur (°C) | 1987              | −7,0              | De Bilt           |      | 1987               | −9,5               | Maastricht             |
| Hoogste maximumtemperatuur (°C) | 1993              | 15,1              | De Bilt           |      | 1993               | 15,6               | Arcen                  |
| Hoogste uurgemiddelde windsnelheid (m/s) | 1930              | 24,2              | De Bilt           |      | 1984               | 28,3               | Huibertgat             |
| Hoogste windstoot (m/s) | 1993              | 27,8              | De Bilt           |      | 1984               | 41,2               | Huibertgat             |
| Langste zonneschijnduur (uur) | 1991              | 7,4               | De Bilt           |      | 1991               | 7,5                | Schiphol, Vlissingen   |
| Langste neerslagduur (uur) | 1938              | 13,2              | De Bilt           |      | 2011               | 22,0               | Maastricht             |
| Hoogste etmaalsom van de neerslag (mm) | 1906              | 17,7              | De Bilt           |      | 2015               | 30,9               | Hoek van Holland       |
| Laagste etmaalgemiddelde relatieve vochtigheid (%) | 1903              | 67                | De Bilt           |      | 1924               | 54                 | Maastricht             |
| Laagste uurwaarde luchtdruk op zeeniveau (hPa) | 1969              | 980,5             | De Bilt           |      | 2004               | 976,0              | Hoorn Terschelling     |
| Hoogste uurwaarde luchtdruk op zeeniveau (hPa) | 2022              | 1041,2            | De Bilt           |      | 1980               | 1043,3             | Eelde                  |
| Officiële records worden altijd gemeten op het KNMI-weerstation in De Bilt. Landelijke records kunnen worden gemeten op elk officieel KNMI-weerstation in Nederland. |                   |                   |                   |      |                    |                    |                        |

Uitzonderlijke gebeurtenissen
- 1930 - Officieel maandrecord hoogste uurgemiddelde windsnelheid in m/s van januari gemeten in De Bilt: 24,2
- 1968 - Officieel laagste minimumtemperatuur in °C van het jaar gemeten in De Bilt: −16,8
- 1993 - Eerste officiële zachte dag van het jaar (maximumtemperatuur ≥ 15 °C in De Bilt)
- 1993 - Eerste landelijke zachte dag van het jaar gemeten in Arcen, De Bilt, Eindhoven, Gilze-Rijen, Hupsel en Volkel (maximumtemperatuur ≥ 15 °C op een officieel weerstation)

### België
Dagrecords
- 1838 - Laagste etmaalgemiddelde temperatuur −12 °C
- 1852 - Hoogste etmaalgemiddelde temperatuur 10,7 °C
- 1838 - Laagste minimumtemperatuur −14,6 °C
- 1993 - Hoogste maximumtemperatuur 14,8 °C
- 1938 - Hoogste etmaalsom van de neerslag 33,9 mm

Uitzonderlijke gebeurtenissen
- 1968 - Strenge vorst in Kempen: het minimum is −19,2 °C in Kleine-Brogel (Peer).
- 1979 - Sneeuwlaag tot 19 cm in Ukkel en 70 cm in Botrange (Waimes).
- 1985 - 65 cm in Mont-Rigi (Weismes) en 23 cm in Ukkel.
- 1987 - Minimumtemperatuur tot −15,0 °C in Koksijde. In Elsenborn (Bütgenbach) blijft de maximumtemperatuur met –15,5 °C voor de tweede dag op rij beneden –15 °C.
- 1993 - Maximumtemperatuur tot 16,3 °C in Wasmuel (Quaregnon).

<< · 1 · 2 · 3 · 4 · 5 · 6 · 7 · 8 · 9 · 10 · 11 · 12 · 13 · 14 · 15 · 16 · 17 · 18 · 19 · 20 · 21 · 22 · 23 · 24 · 25 · 26 · 27 · 28 · 29 · 30 · 31 · >>